# オシャグジタケ
オシャグジタケ (Cynomorium coccineum) は多年生の寄生植物である。オシャグジタケ科は単型。他の植物との関係は未確定である。珍しい植物で、乾燥した砂地・岩場、または海岸・塩沼などの土壌塩分が多い場所で生育する。欧州・アラブ・中国において、古くから薬草として用いられていた。Maltese fungus・Maltese mushroom・desert thumb・red thumb・tarthuth (ベドウィン) ・鎖陽 suo yang (中国)などの呼び名がある。

## 形態
葉緑素を持たず、光合成を行わない。生活史のほとんどの期間で地中植物であり、宿主の根から栄養を得ている。花序は春に地中から現れ、鱗状の葉に覆われた、分岐しない肉質の茎に付いている。色は暗赤色から紫で、15–30cmの棍棒状の花序に、真紅の細かい花が密に咲く。花は甘いキャベツ様の香りを放ち、ハエを惹きつけて送粉する。受粉した花は黒化する。果実は小さく、堅果である。
地中海地域ではハンニチバナ科・ヒユ科などの耐塩植物、他の地域ではヒユ科・ギョリュウ科、中国ではハナビシ科（特にNitraria sibirica）に寄生する。ハマアカザ属に寄生するという報告もある。
南方熊楠が、1913年に発表した文章で、中国で健陽剤とされる鎖陽という草、学名を「チノモリウム・コクチネウム」という「狗の陽物に似た」ものを「蛇菰(ツチトリモチ)科」と紹介しているように以前はツチトリモチ科とされていたが、分子系統解析によるとユキノシタ目、中でもベンケイソウ科に近いというデータがある。一方、バラ目に属するという研究もある。

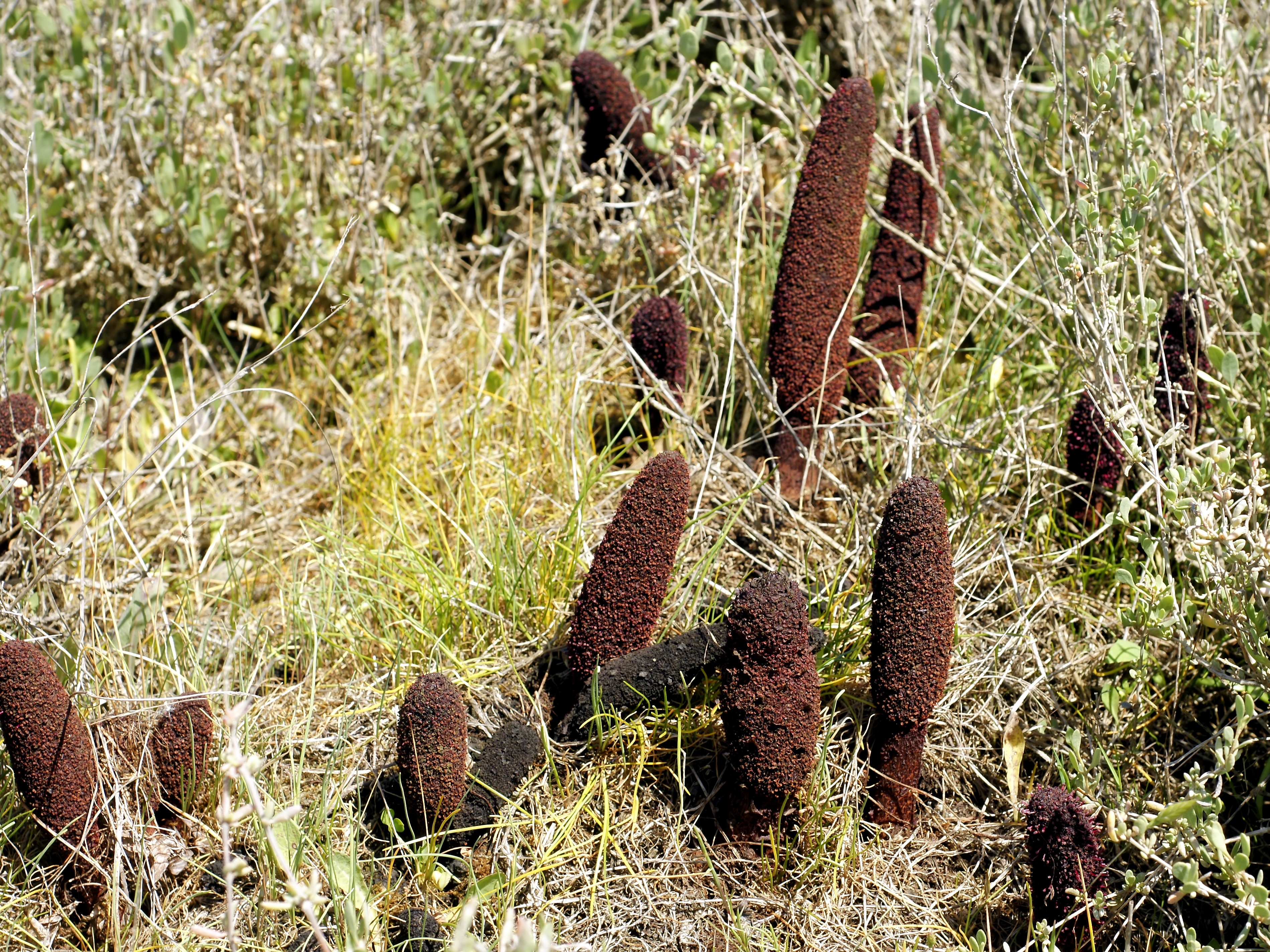
サルデーニャの自生地
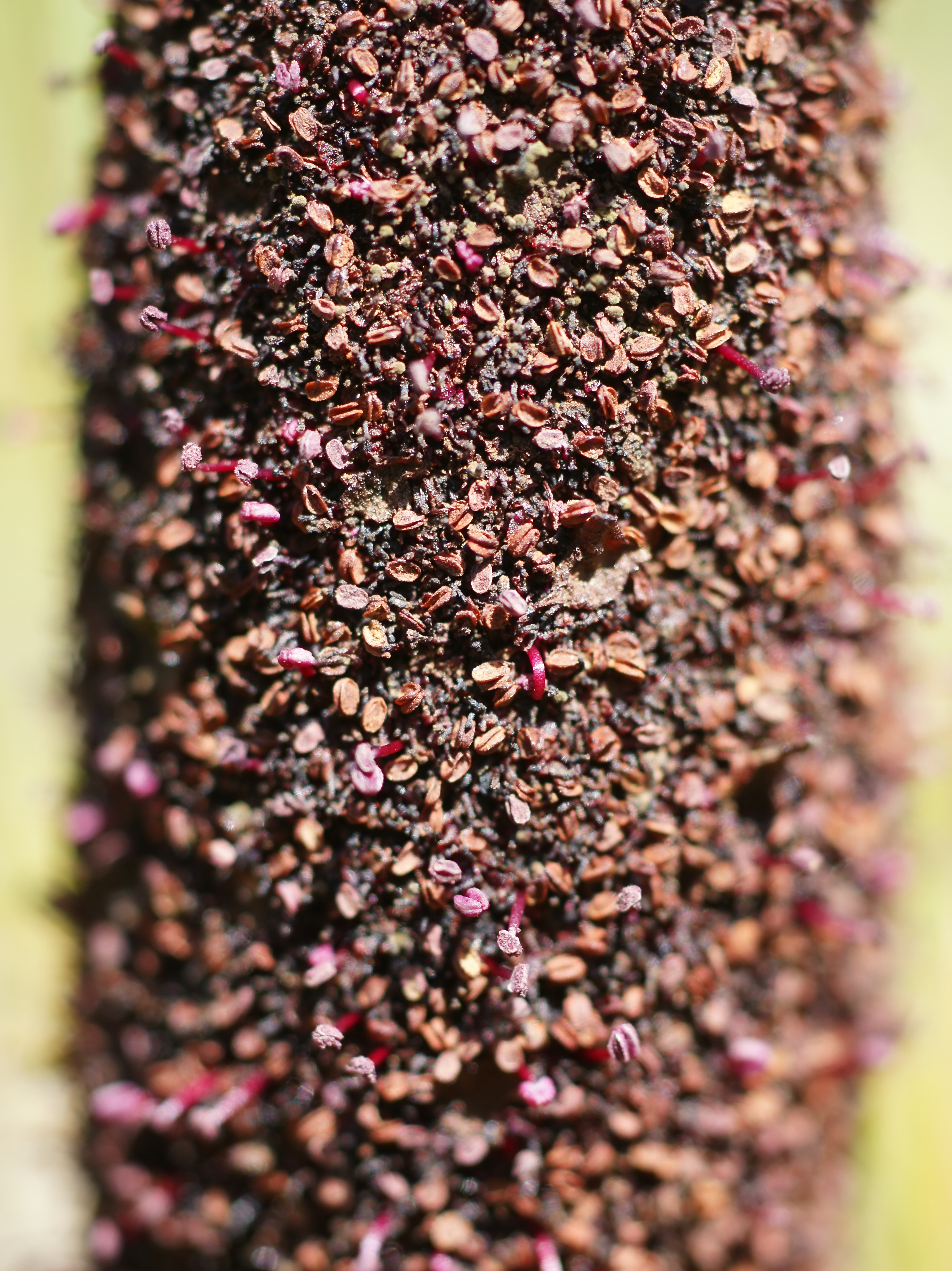
花の拡大写真
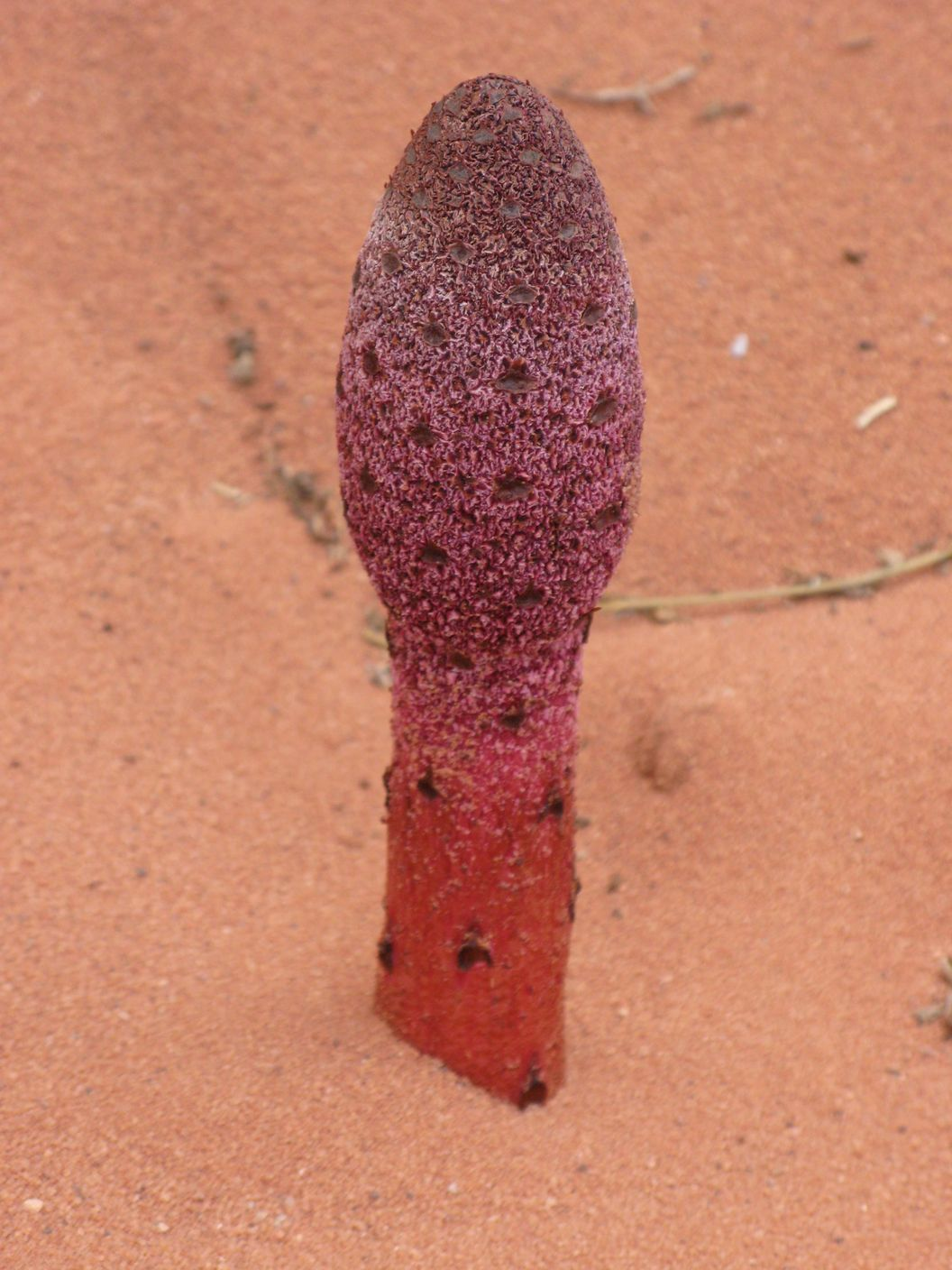
ヨルダンの砂漠に咲く花

## 分布
Cynomorium coccineum var. coccineumは地中海地域に自生する。カナリア諸島のランサローテ島からモーリタニア・チュニジア・バーレーン。スペイン・ポルトガル・イタリア南部・サルデーニャ・シチリア島・マルタ・地中海東部沿岸など。イラン・サウジアラビア・アフガニスタンでも見られる。
Cynomorium coccineum var. songaricumは中央アジア・モンゴルの標高の高い地域で見られる。別種としてCynomorium songaricum という学名が与えられることもある。中国では鎖陽 (suo yang)と呼ばれ、漢方薬として性的不安や夢精の治療に用いられた。

## 歴史
デイビッド・アッテンボローは、初期の博物学者は特徴説に基いて陰茎に似た形態からこの植物が勃起不全などに有効だと考えたのではないかと推測している。血のような色から貧血などの血の病気に効くとも考えられた。また南方熊楠は、『本草綱目』にある「清血を増す」この植物についての「野馬や蛟竜が遺精し」た後へ生え、「里の淫婦がこれに就いて合すれば陰気を得て勃然怒長す」という記述を引き、この植物が「はなはだ陽物に似ておる」からかかる「汚名を受けた」と書きさらに「人の懐中充て込みで」生きる関係で「一夜にたちまち膨張勃興する力が驚くべき」為だと言っている。十字軍は乾燥させた花序を持ち歩き、傷の治療に用いた。
脳卒中・赤痢・性病・高血圧・嘔吐・月経不順などの治療にも用いられた。
中国では、7世紀の将軍薛仁貴の軍隊が瓜州県において籠城した際、この植物を食べて生き延びた逸話が伝えられており、このことからその城は、鎖陽城と改名されている。その後、元時代に薬草としてモンゴルに持ち込まれた。1347年、朱丹渓 (Zhu Danxi) により Bencao Yanyi Buyi（神農本草経の補足）内で、勃起不全や足弱に効く丸薬、虎潛丸 (Huquian Wan) の材料として初めて触れられている。
16世紀、聖ヨハネ騎士団はこの植物を珍重し、欧州の王室にサンプルを送っている。当時はキノコだと考えられており、「マルタのキノコ」を意味する"fungus melitensis"という名で知られていた。騎士団はゴゾ島沿岸にある自生地"Fungus Rock"を注意深く保護しており、盗難を防ぐために岩の周囲を滑らかに磨き上げるほどだった。この岩は自然保護区に指定され、現在でも立ち入りは制限されている。
中世、アラブの医師からは"tarthuth"・"the treasure of drugs"と呼ばれた。9世紀のキンディーによる処方では、本種は皮膚の痒みをとる軟膏の成分とされている。その後、アル・ラーズィーは本種を痔・鼻血・機能性子宮出血の治療に用いた。
サウジアラビアでも"tarthuth"と呼ばれる。上記の用途の他に、疝痛・消化性潰瘍に効く煎薬としても用いられた。また、長旅をするベドウィンによって、皮を剥いた中の白い部分が食用とされた。甘くて心地よい渋みがあり、リンゴの香りがすると言われている。ラクダの餌ともなる。
救荒食物としても用いられた。最後に用いられた記録は19世紀のカナリア諸島である。避妊薬・歯磨剤・退色しない真紅の染料などの用途もある。

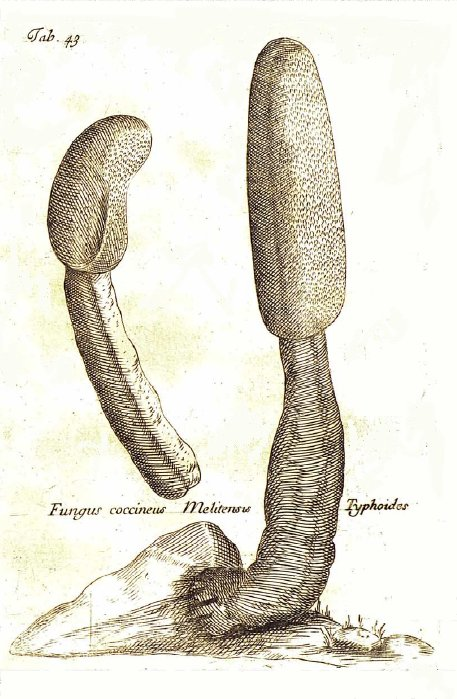
"Fungus coccineus Melitensis Typhoides" from Icones et Descriptiones rariarum plantarum…, w:Paolo Boccone (1674)
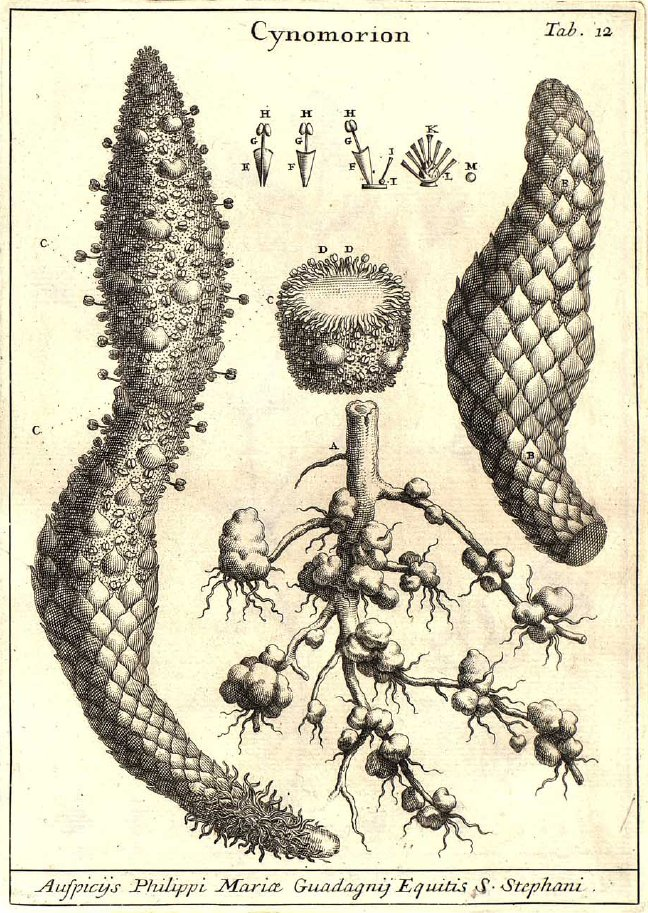
"Cynomorion" ミケーリの『新しい植物類』(1729)から
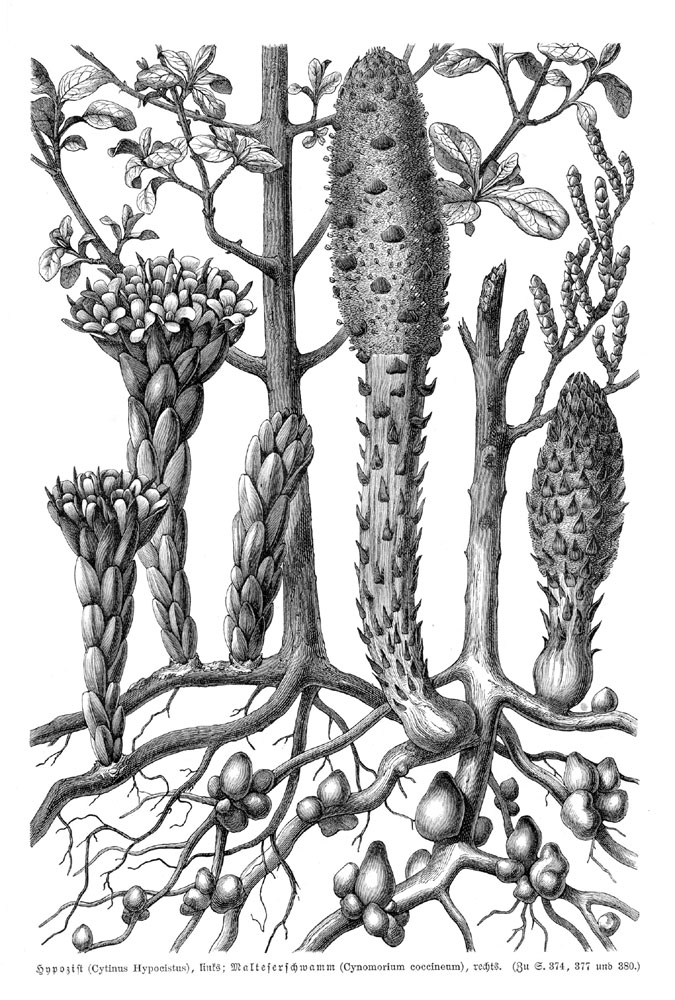
"Malteserschwamm" (with "Cytinus hypocistus" 〔ママ〕, left) from Pflanzenleben: Erster Band: Der Bau und die Eigenschaften der Pflanzen, by Anton Joseph Kerner von Marilaun and Adolf Hansen (1913)

## 活性成分
アントシアニン配糖体・トリテルペノイドサポニン・リグナンなどを含んでいる。
薬効成分に関する研究では暫定的に、伝統的な幾つかの用途が有効だとされている。抽出物にはHIV阻害、血流改善・血圧低下の作用があり、勃起不全に効くホルモン様作用があるかもしれない。